# Карл д’Артуа (граф д’Э)
Карл (Шарль) д’Артуа (фр. Charles d'Artois, 1394—1472) — граф д’Э с 1397 года, сеньор де Сен-Валери и де Удэн, пэр Франции, второй сын Филиппа д’Артуа графа д’Э, и графини Марии де Монпансье.

## Биография
В 1397 году после гибели своего отца Филиппа I д’Артуа в турецком плену и смерти старшего брата Филиппа II трехлетний Шарль д’Артуа унаследовал графство д’Э.
Участник Столетней войны. В 1412 году принял участие во взятии Фонтене, Дюн-ле-Руа, осаде Буржа. В 1414 году воевал против Бургундии, участвовал в захвате Компьена, Нойона, Суассона и Бапома, а также в осаде Арраса.
25 октября 1415 года Шарль д’Артуа был одним из командиров авангарда французской армии в битве при Азенкуре. После разгрома французской армии был взят в плен и отправлен в Англию, где провёл двадцать три года. В 1438 году был освобожден из плена и вернулся во Францию.
После возвращения во Францию встал на сторону короля Карла VII Победоносного во время мятежа знати, известного как Прагерия. Осенью 1440 года выступил на помощь Арфлёру, осажденному англичанами, но прибыл очень поздно — город уже находился в руках противника. Захватил Понтуаз и Крейль, а также много других городов.
В 1449 году Шарль д’Артуа участвовал в отвоевании у англичан Нормандии, отличился при атаке на Пон-Одемэ.
В 1465 году Шарль д’Артуа поддержал короля Франции Людовика XI Валуа против Лиги Общего блага и защищал Париж от войск Карла Смелого, графа де Шароле.
В 1472 году Шарль д’Артуа скончался, не оставив после себя детей. Графство д’Э унаследовал сын его сестры Жан Бургундский (1415—1491), граф Неверский и Ретельский. Однако у Карла, возможно, остался незаконнорожденный сын, Карл д’Артуа, ставший родоначальником побочной линии рода, прекратившейся по мужской линии в 1885 году.

## Семья
Карл д’Артуа был дважды женат. В 1448 году женился на Жанне (ум. 1449), дочери Филиппа де Савуза. В 1454 году вторично женился на Элен (ум. 1473), дочери Жана IV де Мелёна, бургграфа Гента. Не оставил после себя потомства.